# Annibale Pio Fabri
Annibale Pio Fabri, noto anche con il soprannome di Balino (Bologna, 1697 – Lisbona, 12 agosto 1760), è stato un tenore e compositore italiano.
Fu uno dei tenori più rappresentativi del suo tempo e contribuì, in modo determinante, insieme a Francesco Borosini (attivo 1708-1725) e ad Angelo Amorevoli, alla riacquisizione da parte del tenore di un ruolo di primo piano nell'opera della prima metà del XVIII secolo.

## Biografia
Fu uno dei più famosi allievi del compositore, cantante e didatta Francesco Pistocchi. La sua carriera ebbe inizio nel 1711 a Roma per poi estendersi a Venezia, Bologna e Mantova. 
Nel 1716 è il protagonista di Alarico, re de' Goti di Giovanni Battista Bassani a Bologna.
Creò il ruolo del protagonista nell'opera di Vivaldi, L'incoronazione di Dario. 
Si iscrisse all'Accademia Filarmonica, quale compositore di oratorio, intorno al 1719, e nel corso degli anni 1720 raggiunse le più alte vette, dei cantanti italiani del tempo, cantando in opere di Leonardo Vinci e Domenico Sarro (per il quale creò il ruolo di Araspe in Didone abbandonata con Marianna Bulgarelli e Nicolò Grimaldi nel 1724 al Teatro San Bartolomeo) a Napoli (1722–24). Creò poi anche il ruolo in La Didone delirante di Alessandro Scarlatti (Bologna, 1724). 
Nel 1729 raggiunse Händel a Londra per due stagioni. Nella capitale inglese, debuttò da protagonista nella prima assoluta del Lotario al King's Theatre, e creò poi il ruolo di Emilio nella Partenope nel 1730, e quello di Alessandro nel Poro, re delle Indie nel 1731. Durante la sua permanenza a Londra, Fabri cantò anche, nel 1730, in riprese del Giulio Cesare, del Tolomeo e di Scipione (nella quale ultima Händel traspose per il registro di tenore la parte del protagonista scritta originariamente per un contralto castrato), e apparve, nel 1731, nella nuova versione del Rinaldo  e nella Rodelinda.

## Dopo Londra
Lasciata Londra nel 1731, Fabri si spostò a Vienna nel 1732, dove fece conoscenza con l'imperatore Carlo VI d'Asburgo, che l'anno seguente divenne il padrino di uno dei figli di Fabri. Continuò a cantare in tutta Europa ottenendo un notevole successo in tre opere di Johann Adolph Hasse a Madrid (1738-9). 
Nel 1745 cantò in Tigrane di Hasse con Giovanna Astrua e Gaetano Majorano al Teatro San Carlo di Napoli e nel 1746 fu il protagonista in Lucio Papirio di Hasse al San Carlo.
Il suo ritiro dalle scene sembra sia avvenuto intorno al 1750, quando divenne membro della Cappella reale di Lisbona dove rimase fino alla morte giunta nel 1760. Fra le sue composizioni del tempo figura l'opera Alessandro nell'Indie su libretto di Metastasio.